# Marguerite Joly
Marguerite Joly, född 1637, död 19 december 1681, var en fransk giftblandare. Hon tillhörde de mer uppmärksammade åtalade i den berömda Giftmordsaffären. 

## Biografi
I mars 1680 arresterades Joly på angivelse av Etienne Guibourg och blev på så sätt indragen i Giftmordsaffären. Hon beskrevs som "extremt farlig" och framställdes som en lika framstående giftblandare som La Voisin själv. Hon uppgav under förhör att hon även utförde aborter. Hon påstod också att hon kände till tillfällen då spädbarn hade offrats till Satan under svarta mässor. 
Joly blev huvudvittnet mot Francoise de Dreux, som hade friats i april 1680, men som arresterades igen på grund av Jolys vittnesmål. Joly förklarade att Dreux var en av hennes stamkunder i hennes egenskap av giftförsäljare, och att Dreux var "värre än damen Brinvilliers"; som mellanhand hade de använt Louison Desloges. Hon uppgav att Dreux hade förgiftat två före detta älskare, Pajot och de Varennes; hon hade hyst planer på att mörda sin bror och svägerska Monsieur och Madame Saintot och alla rivaler till sin älskare hertigen av Richelieu och gjort ett mordförsök på hertiginnan av Richelieu. Strax efter sitt frikännade i april samma år hade Dreyx anlitat Joly på nytt för att köpa gift att mörda sin senaste rival om Richelieu med. De två förstnämnda morden kunde inte bevisas, och av de övriga var alla eventuella försök misslyckade. Dreux lämnade landet vid Jolys arrestering, men en efterlysning utfärdades efter henne 16 juli 1681. 

### Efterspel
Marguerite Joly dömdes till att brännas levande på bål. Samma kväll hon avrättades utsattes hon för vattentortyr. Under tortyren uppgav hon att hon hade varit närvarande då en brorson till hennes vän La Poignard hade offrats, och vid ett annat tillfälle år 1659 då ett barn offrats för att en Mlle de Saint-Laurens skulle kunna bli gift med den hon önskade. Hon påstod att hon hade förgiftat flera personer med hjälp av gift från en kvinnlig apotekare, som visste att hon ville ha gift då hon bad om kosmetisk lotion, och att hennes kollega Anne Meline också var en giftmördare som hade dödat bland annat Jolys förre make. Efter att tortyren upphört, återtog hon allt utom uppgifterna om Saint-Laurens och sade att hon aldrig hade begått något mord. Avrättningen verkställdes dock samma kväll.     